# Список президентов Филиппин

Штандарт президента Филиппин

Список президентов Филиппин включает в себя глав государства в Филиппинах, включая правительства периода освободительной революции против Испанской империи и филиппино-американской войны (1897—1902) (), с выделением правительств, созданных движением Катипунан (), периода Содружества Филиппины, созданного США как переходный этап к предоставлению стране полной независимости (1935—1946) (), Второй республики (1943—1945), провозглашённой на островах в период их оккупации Японской империей () и трёх выделяемых периодов после провозглашения независимости государства: Третьей республики (1946—1972) (), авторитарного правления Фердинанда Маркоса (1972—1986) () и современного демократического режима Пятой республики (с 1986) ().
В настоящее время главой государства и правительства Республики Филиппины (таг. Republika ng Pilipinas, англ. Republic of the Philippines) является Президент Филиппин (таг. Pangulo ng Pilipinas, англ. President of the Philippines). Он избирается всенародным прямым голосованием на один шестилетний срок вместе с вице-президентом. Президент может прекратить осуществление своих полномочий в случае смерти, постоянной утраты дееспособности, отстранения от власти или добровольной отставки. Действующий президент не имеет права занимать любую другую должность, кроме той, на которую избран.
Применённая в первых столбцах таблицы нумерация является условной. Также условным является использование в первых столбцах цветовой заливки, служащей для упрощения восприятия принадлежности лиц к различным политическим силам без необходимости обращения к столбцу, отражающему партийную принадлежность. В столбце «Выборы» отражены состоявшиеся выборные процедуры или иные основания занимания поста президента страны. Имеющие испанское происхождение имена персон в списке последовательно приведены на испанском языке. Для наименования государственных должностей приводятся также написание на тагальском и английском языках, при этом официальными в стране в настоящее время являются английский и базирующийся на местных языках (прежде всего на тагальском) филиппинский язык.

## Революционные правительства и Первая республика (1897—1902)

Флаг Биак-на-Бато

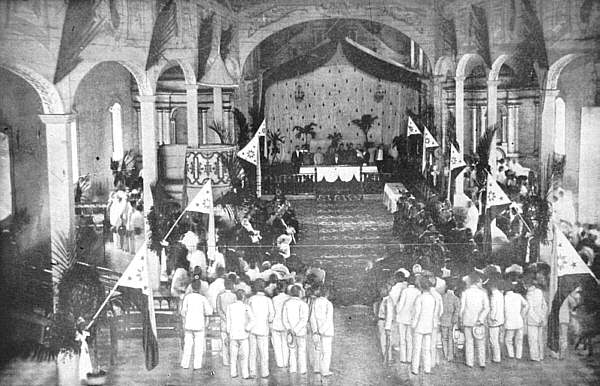
Открытие Малолосского конгресса (1898)

Флаг Первой республики

В борьбе за независимость Филиппин от Испании важнейшую роль сыграла тайная патриотическая организация Катипунан, основанная 7 июля 1892 года. 19 августа 1896 года ею было поднято антиколониальное восстание, получившее название Филиппинской революции, признанным лидером которой первоначально являлся Андрес Бонифасио. Собравшийся 22 марта 1897 года в баррио Техерос конвент лидеров повстанцев провозгласил независимость страны (не определяя её государственного устройства) и сформировал правительство во главе с имевшим наибольшие военные успехи Эмилио Агинальдо, сторонники которого добились роспуска Катипунана; А. Бонифасио, не согласившийся с результатами выборов, был арестован и 10 мая расстрелян. 1 ноября 1897 года на конгрессе, состоявшемся в баррио Биак-на-Бато, была принята временная конституция Республики Филиппины (таг. Republika ng Filipinas), в историографии получившей название Республика Биак-на-Бато (таг. Republika ng Biak-na-Bato) и выбран Верховный правительственный совет во главе с Агинальдо. Однако уже 14 декабря усилиями посредников между Эмилио Агинальдо и испанским генерал-капитаном островов Фернандо Примо де Риверой был заключён договор о перемирии, по которому в обмен на амнистию и денежные выплаты Агинальдо со сторонниками выехали в Британский Гонконг, где создали 27 декабря правительство в изгнании («Гонконгскую хунту»). В Филиппинах 17 апреля 1898 года Франсиско Макабулос создал Центральный исполнительный комитет (таг. Central Executive Committee), который должен был работать «…пока вновь не будет создано государственное управление Республики с конституцией, предусматривающей президента…».
С началом испано-американской войны, объявленной 23 апреля 1898 года, состоялись контакты Агинальдо с дипломатами США с Сингапуре и Гонконге. После уничтожения испанской эскадры в Манильской бухте 13 членов гонконгской хунты 19 мая на американском военном судне были доставлены на остров Лусон, где возобновили успешные боевые действия. 24 мая Агинальдо провозгласил себя диктатором Филиппинских островов (исп. Dictador de las Islas Filipinas), а 12 июня в его доме в городе Кавите революционеры опубликовали на испанском языке Декларацию независимости Филиппинских островов (исп. Islas Filipinas). 23 июня Агинальдо издал указ о замене своей диктатуры революционным правительством (исп. Gobierno Revolucionario de Filipinas, таг. Pamahalaang Rebolusyonaryo ng Pilipinas) с собой в качестве его президента, определив организацию центрального управления, объявив выборы делегатов на Революционный конгресс и подготовку перехода к республиканскому правлению. В августе 1898 года повстанцы при поддержке высадившегося американского контингента готовились взять столицу, однако новый испанский генерал-капитан Фермин Хуарес-и-Алварес договорился о сдаче Манилы американцам после состоявшейся 13 августа имитации сражения с ними, не допустив в Манилу революционное правительство. 10 декабря 1898 года в Париже был заключён мирный договор, по которому Филиппины перешли от Испании к США за сумму в 20 миллионов долларов. Революционный конгресс, созванный Агинальдо 15 сентября в городе Малолос провинции Булакан в церкви Барасуаин, 29 сентября ратифицировал июньскую Декларацию независимости и разработал конституцию (на испанском языке), принятую 29 ноября 1898 года и введённую в действие 22 января 1899 года. Была провозглашена Филиппинская Республика (исп. República Filipina), ещё 1 января её президентом делегаты конгресса единогласно избрали Агинальдо, 23 января состоялась его инаугурация.
4 февраля между американскими войсками и Филиппинской революционной армией начались боевые действия, 31 марта американцами была занята первая филиппинская столица Малолос, к началу 1900 года армия правительства Агинальдо распалась на отдельные отряды, перешедшие к партизанским действиям. Сам Агинальдо 23 марта 1901 года был пленён и 1 апреля присягнул на верность Соединенным Штатам, 19 апреля он опубликовал манифест, призывающий филиппинский народ сложить оружие. 25 июня 1901 года был назначен первый американский гражданский губернатор Филиппинских островов Уильям Тафт. После пленения Агинальдо генерал Мигель Мальвар возглавил филиппинские силы (сдался в плен 16 марта 1902 года) и признаётся рядом исследователей президентом независимой республики.
Курсивом на сером фоне показаны даты начала и окончания полномочий лиц, определявших себя как временно замещающих выборные органы или не признаваемых официально в современных Филиппинах.
|           | Портрет        | Имя (годы жизни)                                                             | Полномочия      | Полномочия     | Выборы | Должность                                                                                   | Пр.                  |
| Начало    | Портрет        | Имя (годы жизни)                                                             | Окончание       |                | Выборы | Должность                                                                                   | Пр.                  |
| --------- | -------------- | ---------------------------------------------------------------------------- | --------------- | -------------- | --- | ------------------------------------------------------------------------------------------- | -------------------- |
| 1 (I—II)  |                | Эмилио Агинальдо-и-Фами (1869—1964) исп. Emilio Aguinaldo y Famy             | 23 марта 1897   | 1 ноября 1897  | [ комм. 10 ] | пангуло нг тага пангасива таг. Pangulo ng Taga Pangasiwa                                    | [ 28 ] [ 29 ] [ 30 ] |
| 1 (I—II)  | 1 ноября 1897  | Эмилио Агинальдо-и-Фами (1869—1964) исп. Emilio Aguinaldo y Famy             | 16 декабря 1897 | 1897           | президент Верховного правительственного совета исп. Presidente del Consejo Supremo de Gobierno                                                                   |                                                                                             | [ 28 ] [ 29 ] [ 30 ] |
| и. о.     |                | Франсиско Макабулос-и-Солиман (1871—1922) исп. Francisco Macabulos y Soliman | 17 апреля 1898  | 19 мая 1898    | [ комм. 14 ] | президент Центрального исполнительного комитета таг. Pangulo ng Central Executive Committee | [ 31 ] [ 32 ]        |
| 1 (III—V) |                | Эмилио Агинальдо-и-Фами (1869—1964) исп. Emilio Aguinaldo y Famy             | 24 мая 1898     | 23 июня 1898   | [ комм. 15 ] | диктатор Филиппинских островов исп. Dictador de las Islas Filipinas                         | [ 28 ] [ 29 ] [ 30 ] |
| 1 (III—V) | 23 июня 1898   | Эмилио Агинальдо-и-Фами (1869—1964) исп. Emilio Aguinaldo y Famy             | 23 января 1899  | [ комм. 16 ]   | президент революционного правительства Филиппин исп. Presidente del Gobierno Revolucionario de Filipinas таг. Pangulo ng Pamahalaang Rebolusyonaryo ng Pilipinas |                                                                                             | [ 28 ] [ 29 ] [ 30 ] |
| 1 (III—V) | 23 января 1899 | Эмилио Агинальдо-и-Фами (1869—1964) исп. Emilio Aguinaldo y Famy             | 1 апреля 1901   | [ комм. 18 ]   | президент Республики исп. Presidente de la República |                                                                                             | [ 28 ] [ 29 ] [ 30 ] |
| —         |                | генерал Мигель Мальвар-и-Карпио (1869—1964) исп. Miguel Malvar y Carpio      | 1 апреля 1901   | 16 апреля 1902 | президент Республики исп. Presidente de la República | [ комм. 20 ]                                                                                | [ 33 ] [ 34 ] [ 35 ] |

### Тагалогская республика
Тагалогская республика (таг. Republika ng Katagalugan, исп. República Tagala) — термин, используемый для обозначения двух революционных правительств, участвовавших в Филиппинской революции против Испанской империи и в филиппино-американской войне. Оба были связаны с революционным движением Катипунан. Термин тагалогский (тагальский) обычно относится как к этнолингвистической группе на Филиппинах, так и к их языку. Катагалуган относится к говорящим на тагальском языке регионам острова Лусон, однако Катипунан распространило значение этого термина на всех коренных жителей Филиппинского архипелага, в этом отношении его можно перевести как тагальская нация. После начала в 1896 году революции Верховный совет Катипунан во главе с Андресом Бонифасио стал выполнять функции повстанческого правительства с намерением управлять всеми Филиппинами после свержения испанского владычества.

Флаг Суверенной нации

Одно из названий концепции филиппинского национального государства, предложенной Бонифасио, фигурирует в сохранившихся документах Катипунана: Суверенная нация тагальского народа (таг. Haring Bayang Katagalugan). Другим названием правительства Бонифасио было Тагалогская республика (таг. Republika ng Katagalugan), о чём свидетельствуют публикации в периодических изданиях. Официальные письма и ряд документов показывают различные титулы Бонифасио: Председатель Верховного совета, Верховный президент, Президент Суверенного государства / суверенной тагальской нации, основатель Катипунана, инициатор революции, глава революционного правительства. Борьба за власть привела к смене руководства революцией на собравшемся 22 марта 1897 года в Техеросе конвенте лидеров повстанцев, где было сформировано новое правительство с Эмилио Агинальдо в качестве президента, сторонники которого добились роспуска Катипунана. Бонифасио отказался это признать, что привело к судебному разбирательству и его казни 10 мая.
|        | Портрет | Имя (годы жизни)                                                           | Полномочия      | Полномочия    | Выборы       | Должность                                                          | Пр.                 |
| Начало | Портрет | Имя (годы жизни)                                                           | Окончание       |               | Выборы       | Должность                                                          | Пр.                 |
| ------ | ------- | -------------------------------------------------------------------------- | --------------- | ------------- | ------------ | ------------------------------------------------------------------ | ------------------- |
| А      |         | Андрес Бонифасио-и-де-Кастро (1863—1897) исп. Andrés Bonifacio y de Castro | 24 августа 1896 | 22 марта 1897 | [ комм. 22 ] | президент Верховного совета таг. Pangulo ng Kataas-taasang Konseho | [ 5 ] [ 36 ] [ 37 ] |

После того, как Эмилио Агинальдо и его сторонники были пленены американскими войсками в 1901 году, генерал Макарио Сакай, ветеран Катипунана, восстановил 6 мая 1902 году Тагалогскую республику как продолжение правления Андреса Бонифасио. Возглавляющий базирующиеся в горах отряды Сакай в апреле 1904 года издал манифест о праве филиппинцев на самоопределение. Сакай и его ведущие последователи сдались властям 14 июля 1906 года, вскоре были заключены в тюрьму и повешены за бандитизм в следующем году.
|        | Портрет | Имя (годы жизни)                                                 | Полномочия | Полномочия   | Выборы       | Должность                                      | Пр.                  |
| Начало | Портрет | Имя (годы жизни)                                                 | Окончание  |              | Выборы       | Должность                                      | Пр.                  |
| ------ | ------- | ---------------------------------------------------------------- | ---------- | ------------ | ------------ | ---------------------------------------------- | -------------------- |
| Б      |         | Макарио Сакай-и-де Леон (1870—1907) исп. Macario Sakay y de León | 6 мая 1902 | 14 июля 1906 | [ комм. 24 ] | президент республики таг. Pangulo ng Republika | [ 38 ] [ 39 ] [ 40 ] |

## Содружество Филиппин (1935—1946)

Флаг Содружества

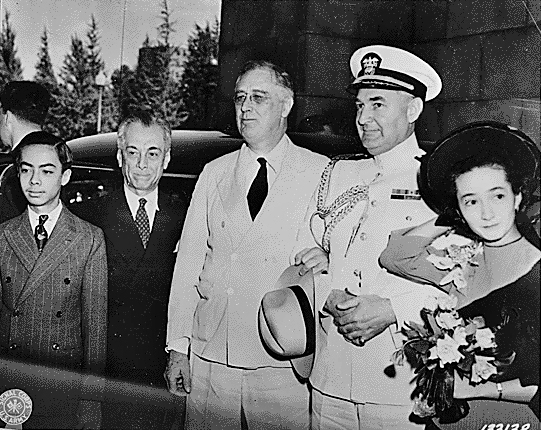
Ф. Рузвельт и М. Кесон 13.05.1942 г. в Вашингтоне

Содружество Филиппины (англ. Commonwealth of the Philippines, исп. Mancomunidad de Filipinas) — статус неинкорпорированной территории США на Филиппинских островах с 1935 по 1946 годы после реорганизации созданной в 1902 году системы Островного правительства, в переходный период к независимости Филиппин, установленный Законом Тайдингса — Макдаффи. На его основании 10 июля 1934 года были проведены выборы в конституционный конвент, собравшийся 30 июля и одобривший 8 февраля 1935 года конституцию Содружества, подписанную Президентом США Франклином Рузвельтом 23 марта и ратифицированную на референдуме 14 мая 1935 года. На состоявшихся 16 сентября 1935 года президентских выборах победу одержал кандидат Националистической партии Мануэль Кесон, инаугурация которого состоялась 15 ноября 1935 года.
После вторжения Японской империи на Филиппины 8 декабря 1941 года и их быстрого продвижения (2 января 1942 года была захвачена столица Манила, 8 мая командующий союзными силами генерал-майор Джонатан Уэйнрайт подписал капитуляцию) президент Кесон согласился с предложением возглавлявшего Офис военного советника при правительстве Содружества Филиппин генерала армии Дугласа Макартура о создании правительства в изгнании в США. В день отплытия Кесона из Замбоангуиты (провинция Восточный Негрос), в Соединенные Штаты через Австралию, 17 марта, он наделил верховного судью Абада Сантоса всеми полномочиями действовать от имени и по поручению президента Содружества Филиппин и стать главнокомандующим вооружёнными силами в неоккупированных районах. 11 апреля 1942 года Абад Сантос был захвачен и отправлен в концентрационный лагерь, а 7 мая 1942 года расстрелян. В качестве главы правительства в изгнании Кесон пребывал с 27 марта по 21 апреля 1942 года в Австралии, с 9 по 13 мая 1942 года в Сан-Франциско и затем до своей смерти 1 августа 1944 года в Вашингтоне. Принявший после этого президентскую присягу вице-президент Серхио Осменья находился в Вашингтоне до 20 октября 1944 года и вернулся в освобождённую Манилу 1 августа 1945 года.
На состоявшихся 23 апреля 1946 года выборах победу одержал кандидат Либеральной партии Мануэль Рохас; передача ему полномочий произошла 28 июня, незадолго до установленной Законом Тайдингса — Макдаффи даты предоставления Филиппинам независимости (4 июля 1946 года). В этот день была провозглашена Республика Филиппины (англ. Republic of the Philippines, исп. República de Filipinas, таг. Republika ng Pilipinas), состоялась повторная инаугурация Рохаса в качестве президента республики и был подписан Договор об общих взаимоотношениях, по которому США предоставили Филиппинам полную независимость.
Курсивом на сером фоне показаны даты начала и окончания полномочий главного судьи Абада Сантоса, уполномоченного исполнять президентские обязанности на территории страны при отъезде президента Мануэля Кесона для создания в США правительства в изгнании.
|           | Портрет         | Имя (годы жизни) | Полномочия     | Полномочия      | Партия                    | Выборы       | Должность | Пр.                  |
| Начало    | Портрет         | Имя (годы жизни) | Окончание      |                 | Партия                    | Выборы       | Должность | Пр.                  |
| --------- | --------------- | --- | -------------- | --------------- | ------------------------- | ------------ | --- | -------------------- |
| 2 (I—III) |                 | Мануэль Луис Кесон Антонио-и-Молина (1878—1944) исп. Manuel Luis Quezon Antonio y Molina (с 17 марта 1942 — правительство в изгнании) | 15 ноября 1935 | 30 декабря 1941 | Националистическая партия | 1935         | президент Филиппин англ. President of the Philippines исп. Presidente de Filipinas                              | [ 44 ] [ 52 ] [ 53 ] |
| 2 (I—III) | 30 декабря 1941 | Мануэль Луис Кесон Антонио-и-Молина (1878—1944) исп. Manuel Luis Quezon Antonio y Molina (с 17 марта 1942 — правительство в изгнании) | 15 ноября 1943 | 1941            | Националистическая партия |              | президент Филиппин англ. President of the Philippines исп. Presidente de Filipinas                              | [ 44 ] [ 52 ] [ 53 ] |
| 2 (I—III) | 15 ноября 1943  | Мануэль Луис Кесон Антонио-и-Молина (1878—1944) исп. Manuel Luis Quezon Antonio y Molina (с 17 марта 1942 — правительство в изгнании) | 1 августа 1944 | [ комм. 31 ]    | Националистическая партия |              | президент Филиппин англ. President of the Philippines исп. Presidente de Filipinas                              | [ 44 ] [ 52 ] [ 53 ] |
| и. о.     |                 | Хосе Абад Сантос-и-Баско (1896—1942) исп. José Abad Santos y Basco                                                                    | 17 марта 1942  | 7 мая 1942      | независимый               | [ комм. 33 ] | главный судья Филиппин англ. Chief Justice of the Philippines исп. Presidente del Tribunal Supremo de Filipinas | [ 46 ] [ 54 ] [ 55 ] |
| 3         |                 | Серхио Осменья-и-Суико (1878—1961) исп. Sergio Osmeña y Suico (до 1 августа 1945 — правительство в изгнании)                          | 1 августа 1944 | 28 июня 1946    | Националистическая партия | [ комм. 34 ] | президент Филиппин англ. President of the Philippines исп. Presidente de Filipinas                              | [ 48 ] [ 56 ] [ 57 ] |
| 4 (I)     |                 | Мануэль Рохас-и-Акунья (1892—1948) исп. Manuel Roxas y Acuña                                                                          | 28 июня 1946   | 4 июля 1946     | Либеральная партия        | 1946         | президент Филиппин англ. President of the Philippines исп. Presidente de Filipinas                              | [ 49 ] [ 58 ] [ 59 ] |

### Вторая республика (1943—1945)

Флаг Второй республики

На оккупированных Японской империей Филиппинских островах 21 января 1942 года было создано гражданское управление — Филиппинская исполнительная комиссия (таг. Komisyong Tagapagpaganap ng Pilipinas) во главе с Хорхе Варгасом. 8 декабря 1942 года комиссия упразднила все политические партии на основании Прокламации № 109 о создании Ассоциации служения Новым Филиппинам (таг. Kapisanan sa Paglilingkod sa Bagong Pilipinas), более известной как КАЛИБАПИ, национальной версии японской Ассоциации помощи трону. 19 июня 1943 года КАЛИБАПИ из 20 своих членов создало Подготовительный комитет за независимость Филиппин под председательством Хосе Лауреля, представивший 4 сентября проект Конституции, спустя 3 дня ратифицированный генеральной ассамблеей КАЛИБАПИ. К 20 сентября 1943 года представительные группы КАЛИБАПИ в провинциях и городах страны избрали из своей среды 54 члена Национальной ассамблеи Филиппин, равное количество мест в силу занимаемой должности заняли губернаторы и мэры городов. 25 сентября на её первом заседании Лаурель единогласно был избран президентом страны и вступил в должность 14 октября на церемонии провозглашения независимости Республики Филиппины (таг. Republika ng Pilipinas), именующейся также Второй Филиппинской Республикой. После принятия Японией 14 августа 1945 года условий капитуляции Лаурель объявил 17 августа о роспуске правительства, вскоре был арестован американскими властями во главе с генералом армии Дугласом Макартуром и заключён в тюрьму Сугамо в Токио.
|        | Портрет | Имя (годы жизни)                                                            | Полномочия      | Полномочия      | Партия                               | Выборы | Должность                                                             | Пр.                  |
| Начало | Портрет | Имя (годы жизни)                                                            | Окончание       |                 | Партия                               | Выборы | Должность                                                             | Пр.                  |
| ------ | ------- | --------------------------------------------------------------------------- | --------------- | --------------- | ------------------------------------ | ------ | --------------------------------------------------------------------- | -------------------- |
| В      |         | Хосе Пасиано Лаурель-и-Гарсия (1891—1959) исп. José Paciano Laurel y García | 14 октября 1943 | 17 августа 1945 | Ассоциация служения Новым Филиппинам | 1943   | президент Республики Филиппины таг. Pangulo ng Republika ng Pilipinas | [ 67 ] [ 68 ] [ 69 ] |

## Третья республика (1946—1972)
Провозглашение Республики Филиппины (англ. Republic of the Philippines, исп. República de Filipinas, таг. Republika ng Pilipinas) состоялось 4 июля 1946 года. В тот же день Мануэль Рохас, избранный на состоявшихся 23 апреля выборах, был повторно приведён к присяге уже как её президент (англ. President of the Philippines, исп. Presidente de Filipinas, таг. Pangulo ng Pilipinas) и подписал Договор об общих взаимоотношениях, по которому США предоставили Филиппинам полную независимость.
Период, получивший название Третья Филиппинская Республика, продолжался до 21 сентября 1972 года, когда президент Фердинанд Маркос обнародовал прокламацию № 1081, которой ввёл военное положение и установил режим личной власти.
|          | Портрет         | Имя (годы жизни)                                                                      | Полномочия       | Полномочия      | Партия                    | Выборы       | Пр.                  |
| Начало   | Портрет         | Имя (годы жизни)                                                                      | Окончание        |                 | Партия                    | Выборы       | Пр.                  |
| -------- | --------------- | ------------------------------------------------------------------------------------- | ---------------- | --------------- | ------------------------- | ------------ | -------------------- |
| 4 (II)   |                 | Мануэль Рохас-и-Акунья (1892—1948) исп. Manuel Roxas y Acuña                          | 4 июля 1946      | 15 апреля 1948  | Либеральная партия        | [ комм. 40 ] | [ 49 ] [ 58 ] [ 59 ] |
| 5 (I—II) |                 | Эльпидио Кирино-и-Ривера (1890—1956) исп. Elpidio Quirino y Rivera                    | 17 апреля 1948   | 30 декабря 1949 | Либеральная партия        | [ комм. 41 ] | [ 72 ] [ 73 ] [ 74 ] |
| 5 (I—II) | 30 декабря 1949 | Эльпидио Кирино-и-Ривера (1890—1956) исп. Elpidio Quirino y Rivera                    | 30 декабря 1953  | 1949            | Либеральная партия        |              | [ 72 ] [ 73 ] [ 74 ] |
| 6        |                 | Рамон Магсайсай-и-дель Фьерро (1907—1957) исп. Ramon Magsaysay y del Fierro           | 30 декабря 1953  | 17 марта 1957   | Националистическая партия | 1953         | [ 75 ] [ 76 ] [ 77 ] |
| 7 (I—II) |                 | Карлос Полестико Гарсия (1896—1971) исп. Carlos Polístico García                      | 18 марта 1957    | 30 декабря 1957 | Националистическая партия | [ комм. 43 ] | [ 78 ] [ 79 ] [ 80 ] |
| 7 (I—II) | 30 декабря 1957 | Карлос Полестико Гарсия (1896—1971) исп. Carlos Polístico García                      | 30 декабря 1961  | 1957            | Националистическая партия |              | [ 78 ] [ 79 ] [ 80 ] |
| 8        |                 | Диосдадо Панган Макапагаль (1910—1997) исп. Diosdado Pangan Macapagal                 | 30 декабря 1961  | 30 декабря 1965 | Либеральная партия        | 1961         | [ 81 ] [ 82 ] [ 83 ] |
| 9 (I—II) |                 | Фердинанд Эммануэль Эдралин Маркос (1917—1989) исп. Ferdinand Emmanuel Edralin Marcos | 30 декабря 1965  | 30 декабря 1969 | Националистическая партия | 1965         | [ 84 ] [ 85 ] [ 86 ] |
| 9 (I—II) | 30 декабря 1969 | Фердинанд Эммануэль Эдралин Маркос (1917—1989) исп. Ferdinand Emmanuel Edralin Marcos | 21 сентября 1972 | 1969            | Националистическая партия |              | [ 84 ] [ 85 ] [ 86 ] |

## Диктатура и Четвёртая республика (1972—1986)

Флаг (1985)

21 сентября 1972 года когда президент Фердинанд Маркос обнародовал прокламацию № 1081, которой ввёл военное положение, приостановив действие конституции 1935 года, и установил режим личной власти. Военное положение повлияло также на работу конституционного конвента, избранного 10 ноября 1970 года и приступившего к работе 1 июня 1971 года, поскольку большинство оппозиционных делегатов были арестованы или эмигрировали. В итоге лояльный состав конвента разработал и представил одобренный на референдуме, состоявшемся 10—15 января 1973 года, новую конституцию, введённую в действие президентской прокламацией № 1102 17 января 1973 года. Формально усиливая роль парламента, конституция  предоставляла президенту возможность использования чрезвычайных полномочий при угрозах безопасности. Используя их, Маркос заменил проведение выборов организацией референдумов по различным вопросам, в том числе легитимизировал военное положение на состоявшемся 27—28 июля 1973 года специальном референдуме и сохранил свои полномочия после начала работы Временного Национального собрания (собравшегося 12 июня 1978 года), получив соответствующее одобрение на состоявшемся 16—17 декабря 1977 года президентском референдуме.
17 января 1981 года президент Маркос объявил об отмене военного положения, обнародовав прокламацию № 2045, в которой провозгласил «Новую республику» (известную как Четвёртая Филиппинская Республика). При этом он сохранил действие всех президентских указов, включая полученные через них свои законодательные полномочия. В феврале Временное Национальное собрание приняло конституционную поправку, которая изменила преимущественно парламентскую систему правления на полупрезидентскую по образцу Пятой Французской республики, которая получили одобрение на состоявшемся 7 апреля референдуме. 16 июня 1981 года состоялись выборы и референдум, подтвердившие право Маркоса занимать президентский пост ещё 6 лет. За год до истечения этого срока были проведены досрочные выборы, победителем на которых был объявлен Маркос, что было оспорено оппозиционным кандидатом Корасон Акино и привело к революции народной власти (англ. People Power Revolution, также называемой Жёлтая революция) и бегству Маркоса на Гавайи 25 февраля 1986 года с провозглашением президентом Акино.
|              | Портрет                 | Имя (годы жизни)                                                                      | Полномочия       | Полномочия   | Партия                    | Выборы       | Пр.                  |
| Начало       | Портрет                 | Имя (годы жизни)                                                                      | Окончание        |              | Партия                    | Выборы       | Пр.                  |
| ------------ | ----------------------- | ------------------------------------------------------------------------------------- | ---------------- | ------------ | ------------------------- | ------------ | -------------------- |
| 9 (III—IV)   |                         | Фердинанд Эммануэль Эдралин Маркос (1917—1989) исп. Ferdinand Emmanuel Edralin Marcos | 21 сентября 1972 | 30 июня 1981 | Националистическая партия | [ комм. 44 ] | [ 84 ] [ 85 ] [ 86 ] |
|              | Килусанг Багонг Липунан | Фердинанд Эммануэль Эдралин Маркос (1917—1989) исп. Ferdinand Emmanuel Edralin Marcos | 21 сентября 1972 | 30 июня 1981 |                           | [ комм. 44 ] | [ 84 ] [ 85 ] [ 86 ] |
| 30 июня 1981 | 25 февраля 1986         | Фердинанд Эммануэль Эдралин Маркос (1917—1989) исп. Ferdinand Emmanuel Edralin Marcos | 1981             |              |                           |              | [ 84 ] [ 85 ] [ 86 ] |
| 30 июня 1981 | 25 февраля 1986         | Фердинанд Эммануэль Эдралин Маркос (1917—1989) исп. Ferdinand Emmanuel Edralin Marcos | [ комм. 47 ]     |              |                           |              | [ 84 ] [ 85 ] [ 86 ] |

## Временное правительство и Пятая республика (с 1986)

Флаг (с 1998)

25 февраля 1986 года, в результате революции народной власти (англ. People Power Revolution, также называемой Жёлтая революция), Маркос отправился в изгнание на Гавайи, а Корасон Акино стала президентом страны, в своей прокламации заявив, что под её руководством режим Четвёртой республики будет прекращён с установлением Пятой республики после принятия новой конституции. Было создано временное правительство и прокламацией Акино введена в действие временная конституция, сохранившая многие из чрезвычайных президентских полномочий. Работавшая со 2 июня по 15 октября 1986 года конституционная комиссия, разработанный ею проект основного закона был одобрен 2 февраля 1987 года на конституционном референдуме.
В дальнейшем соблюдался переход президентских полномочий в результате электоральных процедур, за исключением отставки в 2001 году Джозефа Эстрады, когда они переданы возглавившей оппозицию вице-президенту Глории Макапагаль-Арройо
|           | Портрет      | Имя (годы жизни) | Полномочия      | Полномочия                                  | Партия                                                                                                   | Выборы       | Пр.                     |
| Начало    | Портрет      | Имя (годы жизни) | Окончание       |                                             | Партия                                                                                                   | Выборы       | Пр.                     |
| --------- | ------------ | --- | --------------- | ------------------------------------------- | --- | ------------ | ----------------------- |
| 10        |              | Мария Корасон Сумулонг Кохуангко-Акино (1933—2009) исп. Maria Corazon Sumulong Cojuangco-Aquino урожд. Мария Корасон Сумулонг Кохуангко исп. Maria Corazon Sumulong Cojuangco | 25 февраля 1986 | 30 июня 1992                                | Филиппинская демократическая партия — Сила народа                                                        | 1986         | [ 98 ] [ 99 ] [ 100 ]   |
| 11        |              | Фидель Вальдес Рамос (1928—2022) исп. Fidel Valdez Ramos | 30 июня 1992    | 30 июня 1998                                | Лакас нг Тао — Национальный союз христианских демократов                                                 | 1992         | [ 101 ] [ 102 ] [ 103 ] |
| 12        |              | Джозеф Эхеркито Эстрада (1937—) исп. Joseph Ejercito Estrada урожд. Хосе Марсело Эхеркито исп. Jose Marcelo Ejercito                                                          | 30 июня 1998    | 20 января 2001                              | Борьба патриотических филиппинских масс                                                                  | 1998         | [ 97 ] [ 104 ] [ 105 ]  |
| 13 (I—II) |              | Мария Глория Макараэг Макапагаль-Арройо (1947—) исп. Maria Gloria Macaraeg Macapagal-Arroyo урожд. Мария Глория Макараэг Макапагаль исп. Maria Gloria Macaraeg Macapagal      | 20 января 2001  | 30 июня 2004                                | Лакас нг Тао — Национальный союз христианских демократов — Объединённые мусульманские демократы Филиппин | [ комм. 53 ] | [ 106 ] [ 107 ] [ 108 ] |
|           | 30 июня 2004 | Мария Глория Макараэг Макапагаль-Арройо (1947—) исп. Maria Gloria Macaraeg Macapagal-Arroyo урожд. Мария Глория Макараэг Макапагаль исп. Maria Gloria Macaraeg Macapagal      | 30 июня 2010    | Лакас — христианско–мусульманские демократы | 2004 |              | [ 106 ] [ 107 ] [ 108 ] |
| 14        |              | Бенигно Симеон Кохуангко Акино (1960—2021) исп. Benigno Simeon Cojuangco Aquino III                                                                                           | 30 июня 2010    | 30 июня 2016                                | Либеральная партия                                                                                       | 2010         | [ 109 ] [ 110 ] [ 111 ] |
| 15        |              | Родриго Роа Дутерте (1945—) исп. Rodrigo Roa Duterte | 30 июня 2016    | 30 июня 2022                                | Филиппинская демократическая партия — Сила народа                                                        | 2016         | [ 112 ] [ 113 ] [ 114 ] |
| 16        |              | Фердинанд Ромуальдес Маркос (1957—) исп. Ferdinand Romualdez Marcos извест. Бонгбонг Маркос исп. Bongbong Marcos                                                              | 30 июня 2022    | действующий                                 | Федеральная партия Филиппин                                                                              | 2022         | [ 115 ] [ 116 ] [ 117 ] |

## Галерея исторических штандартов

Исторические штандарты президента Филиппин
1935—1940, 1941—1946
1946—1948
1948—1951
1951—1965
1981—1986
1986—2004